# Hani El-Khasawneh
 (novembre 2019).
 (novembre 2019).
Pour les articles homonymes, voir Khasawneh.
Hani El-khasawneh est un homme politique jordanien. 
Il a été ministre d'État aux Affaires juridiques au sein du gouvernement de Hani Moulki depuis le 15 janvier 2017. Il est l'ancien président de « La confrérie de l'Association syrienne de Jordanie », et ancien ministre de l'information et de la jeunesse dans le Royaume hachémite de Jordanie.

## Biographie
Il est né dans le village d'Aidoun près d'Irbid en 1939. Il a terminé ses études secondaires à Al Hussein, la faculté de droits d'Amman avant de rejoindre l'Université du Caire pour y étudier le droit. En 1962, il obtient son diplôme. Plus tard, il obtient une maîtrise en sciences politiques à New York. En 1976, il obtient son doctorat en droit international à Bucarest lorsqu'il est ambassadeur dans la ville. 

### Carrière politique
Hani El-khasawneh a été nommé ministre de la jeunesse au cours de la période de l'autorité du gouvernement d'Ahmad Ubaydat en 1984, alors ministre de l'information sous le gouvernement de Zaid al-Rifai en 1988. Il a passé plusieurs années en tant qu'ambassadeur dans différentes capitales, travaillant à Bucarest, Helsinki, Berlin, Moscou et Paris. Il a ensuite été élu secrétaire général du « Conseil de l'unité économique arabe » et a représenté la Jordanie à l'UNESCO.
Il a été nommé président de La confrérie de l'Association syrienne de Jordanie en septembre 2010 pour deux ans.